# Tiomannarådet
Tiomannarådet (Venetianska: Consejo de i Diexe) eller endast De Tio, var en av myndigheterna i republiken Venedig mellan 1310 och 1797.  Den blev formellt permanent från 1455. Den bestod av en församling sammansatt av tio patricier som valdes av Stora Rådet för ett års ämbetstid varje september: endast en person ur varje familj kunde tjänstgöra samtidigt och endast under en ämbetsperiod. Rådet sammanträdde en gång i veckan. Dess uppgift var att handha rättsväsendet för de aristokratiska patricierna i Venedig. Deras verksamhet var i stort hemlighållen. 